# Puylaroque
Puylaroque is een gemeente in het Franse departement Tarn-et-Garonne (regio Occitanie) en telt 576 inwoners (1999). De plaats maakt deel uit van het arrondissement Montauban.

## Geografie
De oppervlakte van Puylaroque bedraagt 36,3 km², de bevolkingsdichtheid is 15,9 inwoners per km².
De onderstaande kaart toont de ligging van Puylaroque met de belangrijkste infrastructuur en aangrenzende gemeenten.

## Demografie
Onderstaande figuur toont het verloop van het inwonertal (bron: INSEE-tellingen).